# Florián Rey
Antonio Martínez del Castillo, dit Florián Rey, né le 25 janvier 1894 à La Almunia de Doña Godina et mort le 11 avril 1962 à Benidorm, est un acteur puis réalisateur espagnol. Il a vécu le passage du cinéma muet au cinéma sonore avec le tournage d'un film considéré par la critique, à l'époque, comme le plus important du cinéma espagnol réalisé jusqu'alors. À Paris, il a travaillé pour les studios Paramount, écrivant des dialogues pour des adaptations européennes de films à succès aux États-Unis. 
Il a épousé successivement deux de ses actrices : Imperio Argentina, puis Pilar Torres.
Son œuvre principale est le film La aldea maldita sorti en 1930.

## Filmographie comme réalisateur
- 1924 : La revoltosa
- 1925 : 

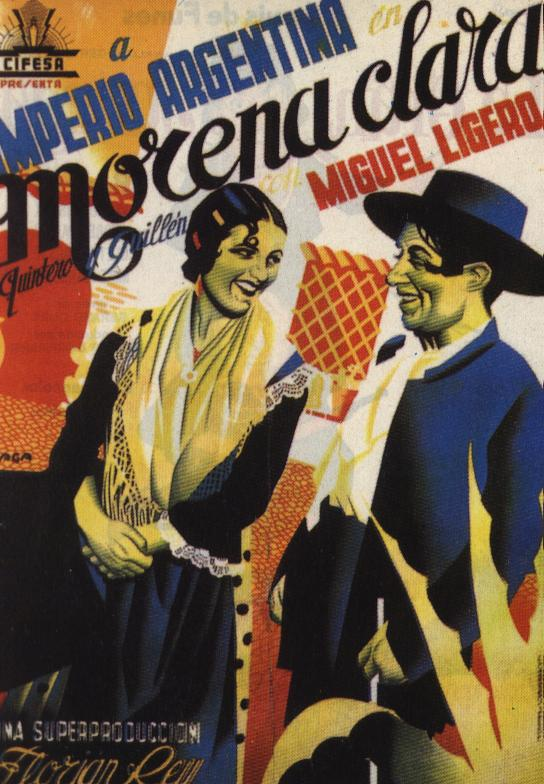
Affiche de Morena Clara (1936).

  - La chavala (acteur et réalisateur)
  - Los chicos de la escuela
  - Lazarillo de Tormes
  - Gigantes y cabezudos
- 1926 :
  - El pilluelo de Madrid
  - El cura de aldea
- 1927 :
  - Águilas de acero o los misterios de Tánger
  - La Sœur Saint-Sulpice (La Hermana San Sulpicio )
- 1928 :
  - Agustina de Aragón
  - Los claveles de la Virgen
- 1929 : Fútbol, amor y toros
- 1930 : La aldea maldita
- 1934 : La Hermana San Sulpicio
- 1935 : Nobleza baturra
- 1936 : Morena Clara (es)
- 1938 : Carmen la de Triana
- 1939 : La Chanson d'Aïcha (La canción de Aixa)
- 1940 : La Dolores
- 1941 : Polizón a bordo
- 1942 : La aldea maldita
- 1943 :
  - Orosia
  - Ídolos
- 1945 : La luna vale un millón
- 1946 : Audiencia pública
- 1947 : La nao Capitana
- 1948 : 
  - Brindis a Manolete
  - La cigarra
- 1950 : Cuentos de la Alhambra
- 1954 :
  - La danza de los deseos
  - La moza del cántaro, avec Paquita Rico[2]
- 1955 : Cruz de mayo
- 1956 : Polvorilla